# Куниця Микола Олександрович
Микола Олександрович Куни́ця (10 травня 1925, В'юнище — 24 травня 2002, Чернівці) — український палеогеограф, геоморфолог, палеонтолог і малаколог, професор (1986), доктор географічних наук (1984), кандидат геолого-мінеральних наук (1955). Відомий дослідженнями з реконструкції клімату плейстоцену за видовим складом викопних молюсків, перш за все наземних.

## Життєпис
У 1952 році закінчив Київський університет, після чого навчався в аспірантурі в Інституті геологічних наук АН УРСР. 1955 року захистив кандидатську дисертацію. З 1956 року працював у Чернівецькому університеті. Докторську дисертацію захистив 1984 року.